# کد پستی در کانادا

نقشه مناطق پستی کانادا

کد پستی در کانادا (انگلیسی: Postal codes in Canada) رشته شش نویسه ای است که نشانی‌های پستی در کانادا را شکل می‌دهد. کد پستی در کانادا همانند کد پستی کشورهای ایرلند، آلمان و بریتانیا حرفی ـ عددی است. کد پستی‌ها به شکل A1A 1A1 هستند که در آن A حرف و ۱ عدد است و خط فاصله‌ای نویسه سوم و چهارم را از یکدیگر جدا می‌کند. در ژانویه ۲۰۱۴ تعداد ۸۴۵٬۹۹۰ کدپستی در کانادا وجود داشت که از A0A در نیوفاندلند و لابرادور شروع و به Y1A در یوکان خاتمه می‌یافت. این تعداد در سپتامبر ۲۰۱۴ به ۸۵۵٬۸۱۵ کدپستی رسید.
اداره پست کانادا ابزار جستجوی رایگان کدپستی‌ها را در وب‌گاه خویش فراهم کرده که از طریق تلفن هوشمند نیز قابل دسترسی است، هم‌چنین لوح‌فشرده حاوی کدپستی‌ها قابل خرید است.

## تاریخچه
در سال ۱۹۲۵ برای اولین بار در شهر تورنتو مناطق پستی شماره‌دار مورد استفاده قرار گرفت و تا سال ۱۹۴۰ بقیه شهرهای کانادا نیز از این شیوه استفاده کردند. 